# Face Value
Face Value ist das erste Soloalbum des britischen Sängers Phil Collins, der bis dahin als Frontmann und Schlagzeuger der Band Genesis bekannt war. Es erschien im Februar 1981. Die erfolgreichste Singleauskopplung des Albums ist In the Air Tonight.

## Titel des Albums und Cover
Der Albumtitel ist ein Wortspiel zwischen dem Begriff Face Value, der im Englischen den aufgedruckten Nennwert zum Beispiel einer Briefmarke bezeichnet, und dem im wörtlichen Sinn zu verstehenden Wert eines Gesichtes. Durch die Nahaufnahme des Gesichtes von Phil Collins auf dem Cover wird der letztere Sinn noch verstärkt. Die Rückseite des Covers zeigt Collins’ Kopf von hinten. Die Innenseite des aufklappbaren Covers enthält eine Collage aus privaten Fotos und Notizen, die während der Aufnahmen gemacht wurden. Darüber verteilt liegen Zettel, auf denen in Phil Collins’ Handschrift die Titel, die Besetzung der einzelnen Stücke und Danksagungen geschrieben sind.

## Inhalt und Stil
Das Album enthält den Song In the Air Tonight, einen von Collins’ größten Erfolgen, der auch zur musikalischen Untermalung einer Szene in der Fernsehserie Miami Vice verwendet wurde. Wie auf dem Folgealbum (Hello, I Must Be Going!) handeln die meisten Songs von Schmerz und Zorn, da sich Collins in jener Zeit in einer Ehekrise bzw. in Scheidung befand. Laut Collins’ befasst sich das Album aber nicht nur mit der Scheidung von seiner Frau, sondern umfasst thematisch eine Zeit des Wandels. In den Liedern This Must Be Love und Thunder and Lightning ist von einer neuen Beziehung die Rede.
Klanglich ist die Musik stark vom Rhythm and Blues und dem Motown-Sound inspiriert, wie Koproduzent Hugh Padgham und der Arrangeur der Horn-Sektion „Tom Tom“ Washington belegen. Beide führen aus, dass es in den 80er Jahren keineswegs selbstverständlich war, dass sich ein weißer Musiker einer schwarzen Bläser-Gruppe (hier die Phenix-Horns) bedient. Wie stark beide Welten auseinander lagen, ist auch darin zu bemerken, dass Washington in einem Interview berichtet, wie er von Collins eingeladen wurde, das Bläser-Arrangement zu übernehmen. Er selbst hatte noch nie von Phil Collins gehört und auch den Band-Namen Genesis kannte er nicht und führt spaßeshalber weiter aus, dass er alles für außergewöhnlich gut hielt, weil Phil Collins exorbitante Gagen zahlte.
Die Idee zum Einsatz einer Bläser-Gruppe kam Phil Collins beim Abhören des Stückes Behind the Lines in der Genesis-Version. Aus Zeitgründen wurde die Bandmaschine auf doppelte Geschwindigkeit gestellt, wodurch die gemeinsamen Einsätze der Gitarren und Synthesizer viel kürzer erklingen als bei normaler Abspielgeschwindigkeit. Diesen Klang imitieren die Bläser durch ihr stakkatoartiges Spiel in verschiedenen Stücken des Albums.
Ein weiteres markantes Merkmal ist der häufige Einsatz eines Drumcomputers der Firma Roland, was für die Platte eines Schlagzeugers ungewöhnlich erscheint. Dazu sagt Phil Collins in, dass der gleichmäßige Rhythmus eines Drumcomputers für ihn eine Art Unbarmherzigkeit („relentlessness“) ausdrückt, die sich in den Stücken widerspiegeln soll. In direktem Gegensatz hierzu steht der typische Snare-betonte Phil-Collins-Sound, wie er besonders in der zweiten Hälfte von In the Air Tonight zu hören ist. Er entsteht, indem die Dynamik des Schlagzeugsounds durch Gates und Kompressoren begrenzt werden. Dieser Sound hat auch andere Schlagzeuger wie Max Werner inspiriert, der sein Stück Rain in May ebenfalls 1981 veröffentlichte.

## Titelliste
1. In the Air Tonight – 5:32
2. This Must Be Love – 3:55
3. Behind the Lines – 3:53
4. The Roof Is Leaking – 3:16
5. Droned – 2:55
6. Hand in Hand – 5:12
7. I Missed Again – 3:41
8. You Know What I Mean – 2:33
9. Thunder and Lightning – 4:12
10. I’m Not Moving – 2:33
11. If Leaving Me Is Easy – 4:54
12. Tomorrow Never Knows – 4:46
13. Over the Rainbow (Hidden Track)[6]

## Beschreibung einzelner Stücke

### In the Air Tonight
Das Lied erschien als Collins’ erste Solosingle und avancierte schnell zu einem seiner größten Erfolge. Es wurde etwa einen Monat vor dem Album auf dem Markt gebracht und enthielt als B-Seite das Lied The Roof Is Leaking, welches ebenfalls auf Face Value zu hören ist. In D-moll gesetzt, besteht das klangliche Fundament lediglich aus den drei Akkorden d-Moll, C-Dur und B-Dur, die nach dem Muster a-b-c-b-a über das gesamte Stück wiederholt werden. Die Intervall-Abstände sind identisch mit denen der B-Seite der Single The Roof Is Leaking, nur dass Letzteres in Fis-Dur gesetzt ist. Formell kann man zwei Teile unterscheiden: Der erste Teil des Stückes, vom Beginn bis 3:41, wird von dem mechanisch ablaufenden Rhythmus des Drum-Computers, vor dem Hintergrund einer sanft klingenden Synthesizer-Basis nach dem oben genannten Akkord-Schema beherrscht. Der zweite Teil wird durch den Einsatz des Schlagzeuges bei 3:41 eingeleitet und dauert, dominiert durch diverse Breaks und Fills bis zum Abblenden des Stückes.

### This Must Be Love
Inhaltlich beschreibt This Must Be Love das Glück einer unerwarteten und unverhofften Liebe, nachdem eine Enttäuschung keine Hoffnung mehr übrig ließ. Formell ist die komplexe Rhythmus-Struktur besonders zu erwähnen. Der Refrain wechselt zwischen zwei Takten in 3/4 und zwei Takten 5/4. Der Drumcomputer spielt darüber einen 4/4-Takt, so dass sich der Schwerpunkt der Rhythmik ständig verlagert.

### Behind the Lines
Phil Collins hat dieses Lied dem ersten Stück des Albums Duke von Genesis entlehnt. Es gilt insofern als stilprägend für das gesamte Album, als dass die Bläser den Sound, der bei schnellerer Abspielgeschwindigkeit hervortretenden Gitarren und Synthesizer, stilistisch übernehmen.

### The Roof Is Leaking
Wie Collins ausführt, beschreibt dieser Titel eine tragische Familiengeschichte in den Südstaaten der USA, in der sich der Erzähler Sorgen um seine Familie macht. Es ist Winter, seine Frau ist schwanger („hoffentlich kommt das Kind nicht zur Welt, bevor es wärmer geworden ist“), seine Kinder weinen wegen der Kälte, aber er versucht im Gedenken an seine Vorfahren, die unter Mühen das Haus erbaut haben, seinen Hausstand zu halten. Klanglich setzt ein mit einem Bottleneck in Art einer Steelguitar gespieltes Banjo wichtige Akzente.

### I Missed Again
In selbstironischer Art und Weise beschreibt Phil Collins in I Missed Again eine unerfüllte Liebe. An Stelle des klagenden Textes  Miss You Babe in früheren Demo-Versionen tritt das lapidare I Missed Again, was man frei mit wieder mal daneben übersetzen kann. Der Titel erschien als weitere Single, zusammen mit dem Lied I’m Not Moving auf der B-Seite.

### If Leaving Me Is Easy
If Leaving Me Is Easy ist die letzte Single aus dem Album. Das Lied trug einst den Titel I Miss You, Babe, unter diesem Titel erschien auch ein Demo auf der Single. An dem Lied arbeitete auch Eric Clapton mit.

### Tomorrow Never Knows
Tomorrow Never Knows ist ein Beatles-Titel von 1966, erschienen auf dem Album Revolver. Mit seinen ungewöhnlichen Klangcollagen und dem darin dominierenden Schlagzeug stellt er einen Meilenstein in der Darstellung psychedelischer Musik dar. Phil Collins greift dieses Vorbild auf und überträgt es in seiner Interpretation in die 80er Jahre.

## Neuauflage 2016
Am 29. Januar 2016 erschien erstmals eine durch Phil Collins autorisierte Neuauflage des Albums. Das Cover zeigt ein aktuelles Bild von Phil Collins im Stil der ursprünglichen Veröffentlichung. Das Album wurde als 180g Vinyl-LP sowie als 2CD im Digipak und digitales Album neu veröffentlicht. Die ursprünglichen Aufnahmen wurden von Nick Davis remastert und entsprechen klanglich dem aktuellen Stand der Technik. Die CD und digitale Version enthält zusätzliche Stücke in Form von Live- und Demo-Versionen, darunter auch Demos der Genesis-Songs Please Don’t Ask und Misunderstanding, eine Live-Version von And So to F… (Brand X) sowie ein Demo von Against All Odds (das auch im Rahmen der Sessions zum Album entstand und seinerzeit den Titel How Can You Sit There trug). Außerdem gibt es neben anderen eine Live-Aufnahme von Misunderstanding, die während der Tour 2004 in Nordamerika entstand. Von besonderem Interesse ist auch eine frühe Demo-Version von The Roof Is Leaking, bei der auch Eric Clapton bereits mitwirkte. Die Veröffentlichung ist Teil der Neuauflage aller Alben von Phil Collins und erschien zusammen mit Both Sides. Die CDs oder LPs sind auch in einer Box erhältlich, die den Namen Take a Look at Me Now trägt und Platz für die weiteren sechs Alben bietet. Das Boxset Take a Look at Me Now erreichte Anfang Februar Platz 9 der deutschen Album-Charts.

## Kommerzieller Erfolg

### Chartplatzierungen
| ChartsChartplatzierungen       | Höchstplatzierung | Wochen |
| ------------------------------ | ----------------- | ------ |
| Deutschland (GfK)              | 2 (40 Wo.)        | 40     |
| Österreich (Ö3)                | 3 (19 Wo.)        | 19     |
| Schweiz (IFPI)                 | 24 (5 Wo.)        | 5      |
| Vereinigte Staaten (Billboard) | 7 (164 Wo.)       | 164    |
| Vereinigtes Königreich (OCC)   | 1 (276 Wo.)       | 276    |

| ChartsJahrescharts (1981) | Platzierung |
| ------------------------- | ----------- |
| Deutschland (GfK)         | 7           |
| Österreich (Ö3)           | 15          |

### Auszeichnungen für Musikverkäufe
| Land/Region                  | Auszeichnungen für Musikverkäufe (Land/Region, Auszeichnung, Verkäufe) | Verkäufe   |
| ---------------------------- | ---------------------------------------------------------------------- | ---------- |
| Argentinien (CAPIF)          | Platin                                                                 | 60.000     |
| Australien (ARIA)            | 4× Platin                                                              | 280.000    |
| Belgien (BRMA)               | Platin                                                                 | 50.000     |
| Deutschland (BVMI)           | 7× Gold                                                                | 1.750.000  |
| Frankreich (SNEP)            | 2× Platin                                                              | 600.000    |
| Hongkong (IFPI/HKRIA)        | Gold                                                                   | 10.000     |
| Kanada (MC)                  | Diamant                                                                | 1.000.000  |
| Neuseeland (RMNZ)            | 4× Platin                                                              | 80.000     |
| Niederlande (NVPI)           | 2× Platin                                                              | 160.000    |
| Österreich (IFPI)            | Platin                                                                 | 50.000     |
| Schweiz (IFPI)               | 2× Platin                                                              | 100.000    |
| Spanien (Promusicae)         | Platin                                                                 | 100.000    |
| Vereinigte Staaten (RIAA)    | 5× Platin                                                              | 5.000.000  |
| Vereinigtes Königreich (BPI) | 5× Platin                                                              | 1.500.000  |
| Insgesamt                    | 2× Gold · 31× Platin · 1× Diamant ·                                    | 10.740.000 |

Hauptartikel: Phil Collins/Auszeichnungen für Musikverkäufe